# Бернерс-Ли, Тим
Сэр Тимоти Джон Бе́рнерс-Ли (англ. Sir Timothy John «Tim» Berners-Lee; род. 8 июня 1955 года, Лондон) — британский информатик, наиболее известный как создатель URI, URL, HTTP, HTML и Всемирной паутины (совместно с Робертом Кайо) и действующий глава Консорциума Всемирной паутины. Автор концепции семантической паутины, множества других разработок в области информационных технологий.

## Биография

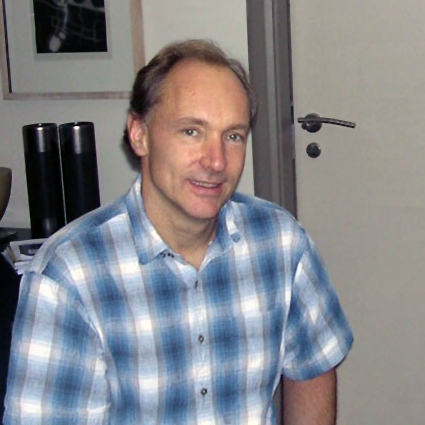
Тим Бернерс-Ли, 2005 год

Родился в Лондоне 8 июня 1955 года в семье математиков и информатиков Конуэя Бернерс-Ли (1921—2019) и Мэри Ли Вудс (1924—2017). Его родители трудились над созданием одного из первых компьютеров «Марк I». У него есть двое младших братьев и сестра.
Учился в школе Эмануэль в Уондсуэрте, затем в оксфордском Королевском колледже. Там он собрал свой первый компьютер на базе процессора M6800 с телевизором вместо монитора. Один раз Тим и его друг были пойманы при проведении хакерской атаки, за это они были лишены права пользоваться университетскими компьютерами.
После окончания Оксфордского университета в 1976 году со степенью бакалавра физики с отличием Бернерс-Ли поступил на работу в компанию Plessey Telecommunications Ltd в графстве Дорсет, где проработал два года, занимаясь в основном системами распределённых транзакций.
В 1978 году Бернерс-Ли перешёл в компанию D.G Nash Ltd, где занимался программами для принтеров и создал подобие многозадачной операционной системы. Затем он полтора года проработал в Европейской лаборатории по ядерным исследованиям ЦЕРН (Женева, Швейцария) консультантом по программному обеспечению. Именно там он для собственных нужд написал программу Enquire, которая использовала случайные ассоциации и заложила концептуальную основу для Всемирной паутины.
С 1981 по 1984 год Тим Бернерс-Ли работал в компании Image Computer Systems Ltd системным архитектором.
В 1984 году он получил стипендию в ЦЕРН и занялся там разработкой распределённых систем для сбора научных данных. В это время он работал над системой FASTBUS и разработал свою систему Remote Procedure Call.
В 1989 году, работая в ЦЕРН над внутренней системой обмена документов Enquire, Бернерс-Ли предложил глобальный гипертекстовый проект, ныне известный как Всемирная паутина. Проект был утверждён и реализован. С 1991 по 1993 год Тим Бернерс-Ли продолжал работу над Всемирной паутиной. Он собирал отзывы от пользователей и координировал работу Паутины. Тогда он впервые предложил для широкого обсуждения свои первые спецификации URI, HTTP и HTML.
В 1994 году Бернерс-Ли стал главой кафедры Основателей 3Com в Лаборатории информатики MIT. Он является ведущим исследователем кафедры на данный момент. После слияния Лаборатории информатики с Лабораторией искусственного интеллекта в MIT образовалась Лаборатория информатики и искусственного интеллекта.
В 1994 году основал Консорциум Всемирной паутины при Лаборатории информатики (англ. Laboratory for  Computer Science, LCS) MIT. С тех пор и по сей день Тим Бернерс-Ли возглавляет этот консорциум. Консорциум занимается разработкой и внедрением стандартов для Интернета. Консорциум ставит перед собой задачу полностью раскрыть потенциал Всемирной паутины, сочетая стабильность стандартов с их быстрой эволюцией.
В декабре 2004 года Тим стал профессором Саутгемптонского университета. При серьёзной поддержке университета он надеется осуществить проект семантической паутины.
Сейчас[когда?] Бернерс-Ли живёт в пригороде Бостона с женой и двумя детьми, часто бывает в разъездах по всему миру. Он возглавляет Институт открытых данных в Великобритании.

## Изобретения

13 марта 1989 года Тим Бернерс-Ли впервые предложил своему боссу Майку Сендаллу разработать систему управления информацией. Виза Сендалла — «Расплывчато, но интересно». Полный текст предложения — http://www.w3.org/History/1989/proposal.html

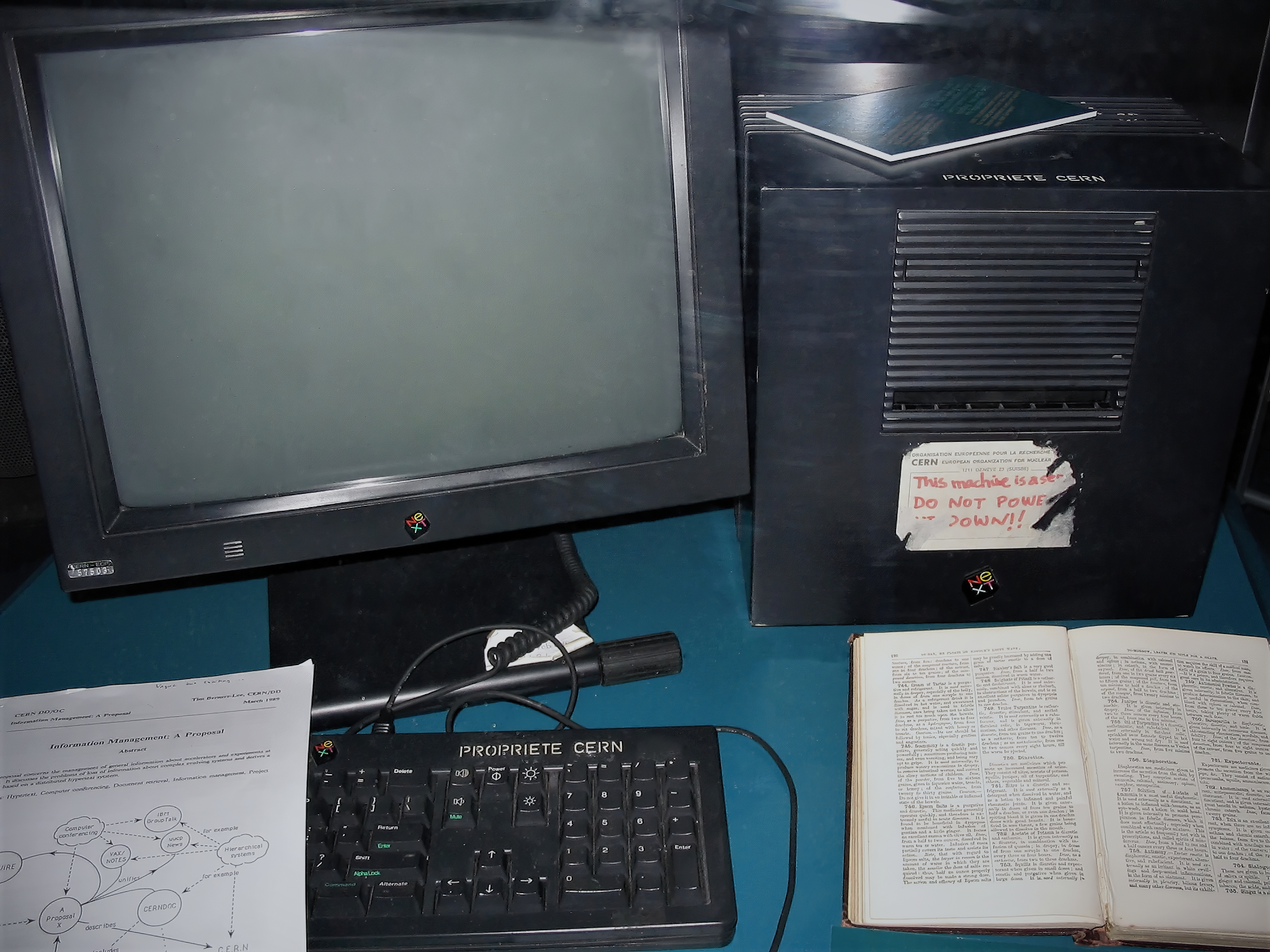
Компьютер NeXT, который использовался Бернерсом-Ли в ЦЕРН, ставший первым в мире веб-сервером

В 1989 году, работая в ЦЕРН, Бернерс-Ли предложил проект, известный как Всемирная паутина (англ. World Wide Web). Проект подразумевал публикацию гипертекстовых документов, связанных между собой гиперссылками, что облегчило бы поиск и консолидацию информации. Проект Паутины был предназначен для учёных ЦЕРН и первоначально использовался во внутренней сети ЦЕРН. Для осуществления проекта Тимом Бернерсом-Ли (совместно с его помощниками) были изобретены идентификаторы URI (и, как частный случай, URL), протокол HTTP и язык HTML. Эти технологии легли в основу современной Всемирной паутины. В период с 1991 по 1993 год Бернерс-Ли усовершенствовал технические спецификации стандартов и опубликовал их.
В рамках проекта Бернерс-Ли написал первый в мире веб-сервер httpd и первый в мире гипертекстовый веб-браузер для компьютера NeXT, называвшийся WorldWideWeb (позднее Nexus, чтобы избежать путаницы между названием технологии («Всемирная сеть») и названием браузера). Этот браузер был одновременно и WYSIWYG-редактором (англ. WYSIWYG от What You See Is What You Get, «что видишь, то и получишь»), его разработка велась с октября по декабрь 1990 года. Программа работала в среде NeXTStep и начала распространяться по Интернету летом 1991 года.
Первый в мире веб-сайт Бернерс-Ли создал по адресу http://info.cern.ch (теперь сайт хранится в архиве). Этот сайт появился онлайн в Интернете 6 августа 1991 года. На этом сайте описывалось, что такое Всемирная паутина, как установить веб-сервер, как заполучить браузер и т. п. Этот сайт также являлся первым в мире интернет-каталогом, потому что позже Тим Бернерс-Ли разместил и поддерживал там список ссылок на другие сайты.
Главный литературный труд Бернерса-Ли — книга «Плетя паутину: истоки и будущее Всемирной паутины» (англ. Weaving the Web: Origins and Future of the World Wide Web, Texere Publishing, 1999, ISBN 0-7528-2090-7). В этой книге он рассказывает о процессе создания Паутины, её концепции и своём видении развития Интернета. В этом основополагающем труде автор говорит о нескольких важных принципах:
1. Возможность редактировать информацию Паутины не менее важна, чем возможность просто путешествовать по ней. В этом смысле Бернерс-Ли очень рассчитывает на концепцию WYSIWYG, хотя Wiki — это тоже шаг в нужном направлении.
2. Компьютеры могут быть использованы для «фоновых процессов», помогающих людям работать сообща.
3. Каждый аспект Интернета должен работать как паутина, а не как иерархия. В этом смысле очень неприятным исключением является система имён доменов (англ. Domain Name System, DNS), управляемая организацией ICANN.
4. Учёные-компьютерщики несут не только техническую ответственность, но и моральную.

Бернерс-Ли написал вступление к книге «Прядя семантическую паутину: полное раскрытие потенциала Всемирной паутины» (англ. Spinning the Semantic Web: Bringing the World Wide Web to Its Full Potential, The MIT Press, 2005, ISBN 0-262-56212-X), где раскрывает концепцию семантической паутины, в которой он видит будущее Интернета.
Семантическая паутина — это надстройка над существующей Всемирной паутиной, которая призвана сделать размещённую в сети информацию более понятной для компьютеров. При этом каждый ресурс на человеческом языке был бы снабжён описанием, понятным компьютеру. Семантическая паутина открывает доступ к чётко структурированной информации для любых приложений, независимо от платформы и независимо от языков программирования. Программы смогут сами находить нужные ресурсы, классифицировать данные, выявлять логические связи, делать выводы и даже принимать решения на основе этих выводов. При широком распространении и грамотном внедрении семантическая паутина может вызвать революцию в Интернете.

## Звания
- В 1994 году Бернерс-Ли стал одним из шести человек, введённых в Зал славы Всемирной паутины[4].
- В 1997 году был провозглашён офицером Ордена Британской империи (OBE) «за службу во благо глобальных компьютерных сетевых коммуникаций»[5].
- В 1999 году был включён журналом «Time magazine» в список «100 величайших умов века»[6].
- В 2001 году вошёл в список 100 величайших британцев по версии BBC, сформированный по итогам общенационального голосования[7].
- 16 июля 2004 года Королева Великобритании Елизавета II произвела Тима Бернерса-Ли в Рыцари-Командоры (KBE, FRS, FRAEng.) за «службу во благо глобального развития Интернета»[8][9].
- В 2005 году был провозглашён величайшим британцем 2004 года за свои достижения и за «проявление главных британских черт характера»[10].
- В 2007 году вместе с Альбертом Хофманом возглавил список величайших гениев из числа ныне живущих по версии издания Daily Telegraph[11].
- В 2011 году был введён в Зал славы искусственного интеллекта IEEE за «значимый вклад в сферу искусственного интеллекта и интеллектуальных систем»[12].
- В 2012 году был введён Обществом Интернета в Зал славы Интернета[13].

Сэр Тимоти Джон Бернерс-Ли является почётным профессором следующих университетов:
- Школа дизайна Парсонса, Нью-Йорк (D.F.A., 1996)
- Саутгемптонский университет (D.Sc., 1996)
- Эссекский университет (D.U., 1998)[14]
- Университет Южного Креста[англ.] (1998)
- Открытый университет (Великобритания) (D.U., 2000)[15]
- Колумбийский университет (D.Law, 2001)
- Оксфордский университет (2001)
- Университет Порт-Элизабет[англ.] (D.Sc., 2002)
- Университет Ланкастера (D.Sc, 2004)[16]
- Университет Манчестера (2008)[17]
- Открытый университет Каталонии (2008)[18]
- Политехнический университет Мадрида (2009)[19]
- Амстердамский свободный университет (2009)[20][21]
- Льежский университет (D.Sc., 2009)[22]
- Гарвардский университет (D.Sc., 2011)[23]
- Сент-Эндрюсский университет (D.Sc., 2013)[24]

Тим Бернерс-Ли также является Выдающимся членом Британского компьютерного общества, Почётным членом Института электроинженеров, Почётным членом Общества технических коммуникаций, членом Фонда Гильермо Маркони, членом Американской академии искусств и наук, членом Королевского общества (2001) и Королевской инженерной академии, членом Американского философского общества, иностранным членом Национальной инженерной академии США (2007), Национальной академии наук США (2009).

## Награды
Тим Бернерс-Ли отмечен множеством наград самого разного, в том числе и международного, уровня. Ниже перечислены некоторые из них:
- Премия Фонда Килби «Молодой инноватор года»[англ.] (1995)[28]
- Премия организации Ars Electronica[англ.] (1995)
- Премия программных систем[англ.] Ассоциации вычислительной техники (АСМ) (1995)[29]
- C&C Prize (1996)
- Медаль Маунтбеттена[англ.] (1996)
- Премия Уоллеса Макдауэлла (1996) от IEEE
- Медаль и премия Дадделла от Института физики (1997)
- Премия Эдуарда Рейна (1998)
- Стипендия Мак-Артура (1998)
- Королевская медаль (2000)
- Премия Маркони (2002)
- Медаль Альберта (Королевское общество искусств) (2002)
- Премия Японии от Фонда науки и технологии Японии (2002)
- Медаль прогресса и почётное членство от Королевского фотографического общества[англ.] в знак признания изобретения, исследования, публикации или другой формы вклада в науку, результатом которой стал существенный прогресс в научном или техническом развитии фотографии или средств представления изображений в широком смысле слова (2003)[30]
- Премия Музея компьютерной истории за вклад в развитие Всемирной паутины (2003)[31]
- Первый обладатель премии «Технология тысячелетия» (в размере 1 000 000 евро), вручённой президентом Финляндии Тарьей Халонен (2004)[32]
- Награда британского Содружества за выдающийся вклад в дело массовых коммуникаций (2005)
- Премия «Квадрига» с формулировкой «Сеть знаний» (2005)[33]
- Президентская медаль от Института физики (2006)[34]
- Медаль Лавлейс[англ.] от Британского компьютерного общества[англ.] (2007)
- Премия американской Академии достижений[англ.] (2007)
- Премия Чарльза Старка Дрейпера (2007)
- Орден заслуг (2007)[35]
- Премия Максвелла за развитие Всемирной паутины (2008)[36]
- Премия Webby в номинации «Достижение всей жизни» (2009)[37]
- Премия М. С. Горбачёва, в номинации «Перестройка» — «Человек, изменивший мир» за вклад в развитие цивилизации (2011)[38]
- Орден культуры, науки и искусств Омана (2012)[39][40]
- Премия в области компьютеров и коммуникаций имени Кодзи Кобаяси от IEEE
- Награда от журнала «PC Magazine» за «Многолетний вклад в техническое совершенство»
- Награда первопроходцу от Фонда электронных рубежей
- Премия принца Астурийского за научные и технические исследования (совместно с Ларри Робертсом, Робом Каном и Винтом Серфом)
- Специальная награда от Американского общества информационной науки и технологии
- Медаль Нильса Бора от ЮНЕСКО (2010)
- Премия королевы Елизаветы II в области инженерного дела (2013)[41]
- Медаль прогресса (Фотографическое общество Америки) (2014)
- Премия Знаний (2014)
- Орден Креста земли Марии 1-го класса (2015, Эстония)[42]
- Премия Тьюринга (2016)